# Función gramatical
Los componentes funcionales de las oraciones son aquellos elementos por los que están constituidas las oraciones desde el punto de vista del funcionalismo lingüístico.
Dichos elementos son:
a) El núcleo (N): Normalmente, es una FV.
b) Los argumentos del verbo:
- El sujeto (S): FN que se encuentra directamente implicada en la significación del verbo. Prototípicamente, se trata de elementos que tienden a ocupar el papel de agente. En español, el sujeto concuerda con el verbo en número. No todas las lenguas del mundo utilizan esta función sintáctica.

- El complemento directo (CD): Función sintáctica que representa de manera prototípica el papel de paciente. En español, cuando el CD es un ser animado y específico lleva la preposición “a”.

Nuestro vecino vio el piso.
Nuestro vecino vio un caballo.
Nuestro vecino vio al caballo de mi abuelo.
En ocasiones, el CD se mueve al inicio de la oración y, en su lugar, se agrega un pronombre (lo, los, la, las).
Entregaron los documentos a la policía.
Los documentos los entregaron a la policía.
- El complemento indirecto (CI): Función sintáctica que representa de manera prototípica el papel de receptor, experimentador o beneficiario. Este argumento verbal siempre lleva la preposición “a”. En determinados casos, el CI exige que el verbo lleve el pronombre “le” o “les” obligatoriamente.

Escribió una carta a su amigo.
Le escribió una carta a su amigo.
Les exigí las facturas a los vendedores.
- El objeto preposicional (OP) o Complemento de Régimen Verbal (CRég): Argumento verbal que es introducido necesariamente por una preposición (a, con, de, en). Este elemento no es opcional, es requerido obligatoriamente por el verbo.

Yo ya no confío en la gente.
Juan Carlos acabó con sus esperanzas.
Olía a podrido en el aula.
- El complemento predicativo (CPvo): También se le llama atributo. Es un constituyente que atribuye una propiedad o característica al S o al CD de la oración. Por lo tanto, concuerda en género y número con ellos según sea el caso. Algunos verbos (llamados copulativos:"ser", "estar" y "parecer") requieren siempre de un predicativo. En otros, su presencia es opcional.

Este caballero es millonario.
Los niños estaban muy contentos.
La maestra está de mal humor.
Dejaron perplejo al director.
Esas palabras no parecen adecuadas.
c) Los adjuntos (ADJ): Constituyentes opcionales cuya presencia no es exigida por el verbo. Normalmente, se trata de elementos que denotan una circunstancia.
Devolveré los libros la semana próxima.
Haremos la barbacoa en el jardín de la casa de Benjamín Rubio que cursa el séptimo año D.
d) Los disjuntos (DSJ): Constituyentes periféricos que inciden en la oración como un todo aportándole una significación especial. También se les llama operadores. En español, los más importantes son la negación (no), la duda (tal vez, quizás) y el deseo (ojalá).
- Datos: Q2302023